# Sudbury (Suffolk)
Sudbury ist eine Stadt und civil parish im District Babergh in der Grafschaft Suffolk, England. Im Jahr 2022 hatte es eine Bevölkerung von 13.624.

## Städtepartnerschaften
Sudbury pflegt partnerschaftliche Beziehungen zu
- Clermont (Oise) in Frankreich, seit 1985
- Fredensborg in Dänemark, seit 2007
- Höxter in Deutschland, seit 1980[3]

## Persönlichkeiten
- Simon Sudbury (um 1316–1381), Erzbischof von Canterbury, wurde während des Bauernaufstands von 1381 ermordet.
- Thomas Gainsborough (1727–1788), Maler, der sich besonders der Porträt- und Landschaftsmalerei widmete.
- John Constable (1776–1837), Vertreter der romantischen Malerei (Landschaftsmalerei), malte in der Gegend von Sudbury.
- Harry Stiff (1881–1939), Tauzieher
- Rocky Marshall (* 1967), Schauspieler